# Harlon Block

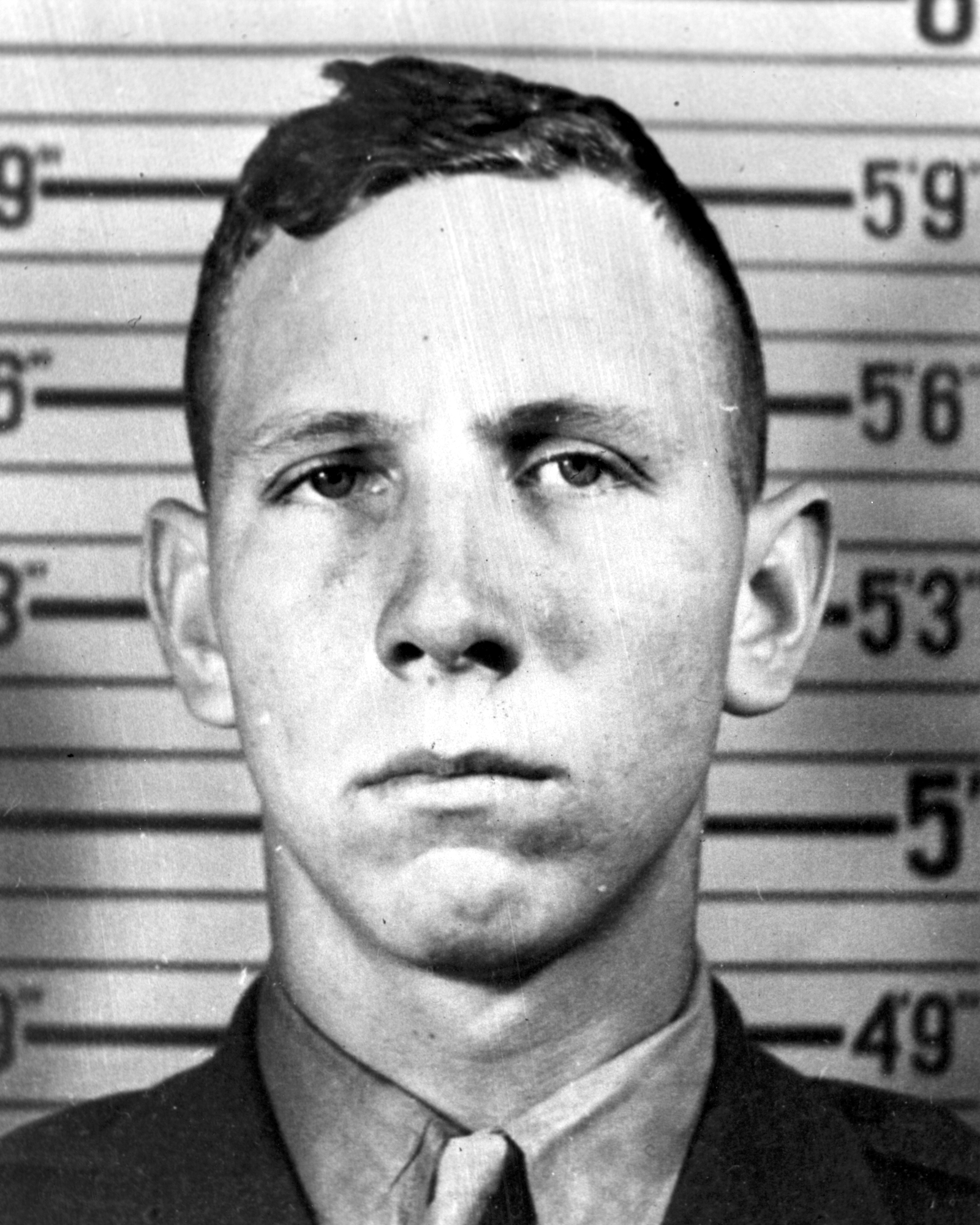
Harlon Block

Harlon Henry Block (* 6. November 1924 in Yorktown, Vereinigte Staaten; † 1. März 1945 auf Iwojima, Japan) war ein US-amerikanischer Soldat des Zweiten Weltkriegs und einer der Marines, die auf der berühmten Fotografie Raising the Flag on Iwo Jima zu sehen sind.

## Leben
Harlon Block wurde in der Stadt Yorktown (Hidalgo County (Texas)) im Bundesstaat Texas als Kind einer Familie von Siebenten-Tags-Adventisten geboren. Sein Vater hatte als Soldat im Ersten Weltkrieg gekämpft und verdiente seinen Lebensunterhalt als Farmer.
Harlon Block meldete sich im Januar 1943 mit einigen High-School-Freunden zum Dienst im US Marine Corps. Nach seiner Grundausbildung im Marine Corps Recruit Depot San Diego wurde er in der Marine Parachute Training School zum Fallschirmjäger ausgebildet. Mit dem 1st Marine Parachute Regiment kam er im November 1943 nach Neukaledonien, ehe er im Dezember auf Bougainville landete. Dort war er beim Kampf gegen die japanischen Verteidiger beteiligt. Im Februar 1944 kehrte er in die USA zurück, wurde zur E-Company, 2nd Battalion, 28th Marine Regiment der 5th Marine Division versetzt und zum Corporal befördert. Am 19. Februar 1945 landete er mit dieser Einheit auf Iwo Jima und nahm an der Schlacht um Iwojima teil. Am 23. Februar hisste er mit fünf anderen Kameraden seiner Kompanie eine amerikanische Flagge auf dem Vulkan Suribachi, nachdem die Marines dort bereits zuvor eine erste Flagge gehisst hatten. Der Fotograf Joe Rosenthal fotografierte das Hissen der Flagge. Die Aufnahme wurde als Raising the Flag on Iwo Jima weltberühmt. Block fiel am 1. März 1945, nach Angaben eines Kameraden durch das gleiche Geschoss eines amerikanischen Kriegsschiffes, welches auch den Flagraiser Michael Strank tötete. Er wurde zuerst mit anderen Gefallenen der 5th Marine Division auf Iwo Jima beerdigt, später im Jahr 1949 nach Weslaco, Texas, überführt und schließlich im Jahr 1995 auf dem Friedhof der Marine Military Academy in Harlingen beerdigt.
Da anfangs weder die Namen und noch die genaue Anzahl der auf dem Foto zu sehenden Beteiligen klar war, wurde er nicht sofort als Flagraiser identifiziert und somit auch nicht vom Kampfgeschehen abgezogen. Aufgrund einer Verwechslung wurde statt seiner der ebenfalls auf Iwo Jima gefallene Henry „Hank“ Hanson als Flagraiser benannt. Zwar machte hauptsächlich Ira Hayes die Verantwortlichen darauf aufmerksam, aber aufgrund der schon anlaufenden siebten Kriegsanleihe wollte man dies nicht sofort öffentlich richtigstellen. Erst nach dem Krieg kam Hayes dazu, die Verwechslung aufzuklären, indem er 2000 Kilometer zur Farm der Blocks trampte und dort zur großen Dankbarkeit der Familie die Sache richtigstellte. 
Blocks Beitrag zum Hissen der Flagge wurde später u. a. in den Filmen Du warst unser Kamerad und Flags of Our Fathers dokumentiert.

## Auszeichnungen
- Presidential Unit Citation
- Purple Heart
- American Campaign Medal
- Combat Action Ribbon
- Asiatic-Pacific Campaign Medal
- World War II Victory Medal
- Parachutist Badge
- Rifle Sharpshooter Badge
- Marine Corps Good Conduct Medal

Im texanischen Weslaco Museum existiert eine Harlon-Block-Ausstellung. Dort gibt es zudem ein Harlon Block Memorial und den Harlon Block Sports Complex.